# Roman Feld
Roman Feld (ur. 11 czerwca 1962 w Jurkowie) – polski żużlowiec.
Sport żużlowy uprawiał w latach 1981–1990, reprezentując kluby: Unia Leszno (1981-1982), GKM Grudziądz (1983–1984), Motor Lublin (1985–1989) oraz KKŻ Krosno (1990). Dwukrotny medalista drużynowych mistrzostw Polski: srebrny (1982) oraz brązowy (1981).
Srebrny medalista młodzieżowych indywidualnych mistrzostw Polski (Gniezno 1983). Finalista młodzieżowych mistrzostw Polski par klubowych (Tarnów 1983 – V miejsce). Finalista turnieju o „Srebrny Kask” (Toruń 1983 – IV miejsce).